# Zell am Moos (Gemeinde Zell am Moos)
Zell am Moos ist ein Ort am Zeller- oder Irrsee im Salzkammergut in Oberösterreich wie auch Hauptort und Ortschaft der Gemeinde Zell am Moos im Bezirk Vöcklabruck.

## Geographie

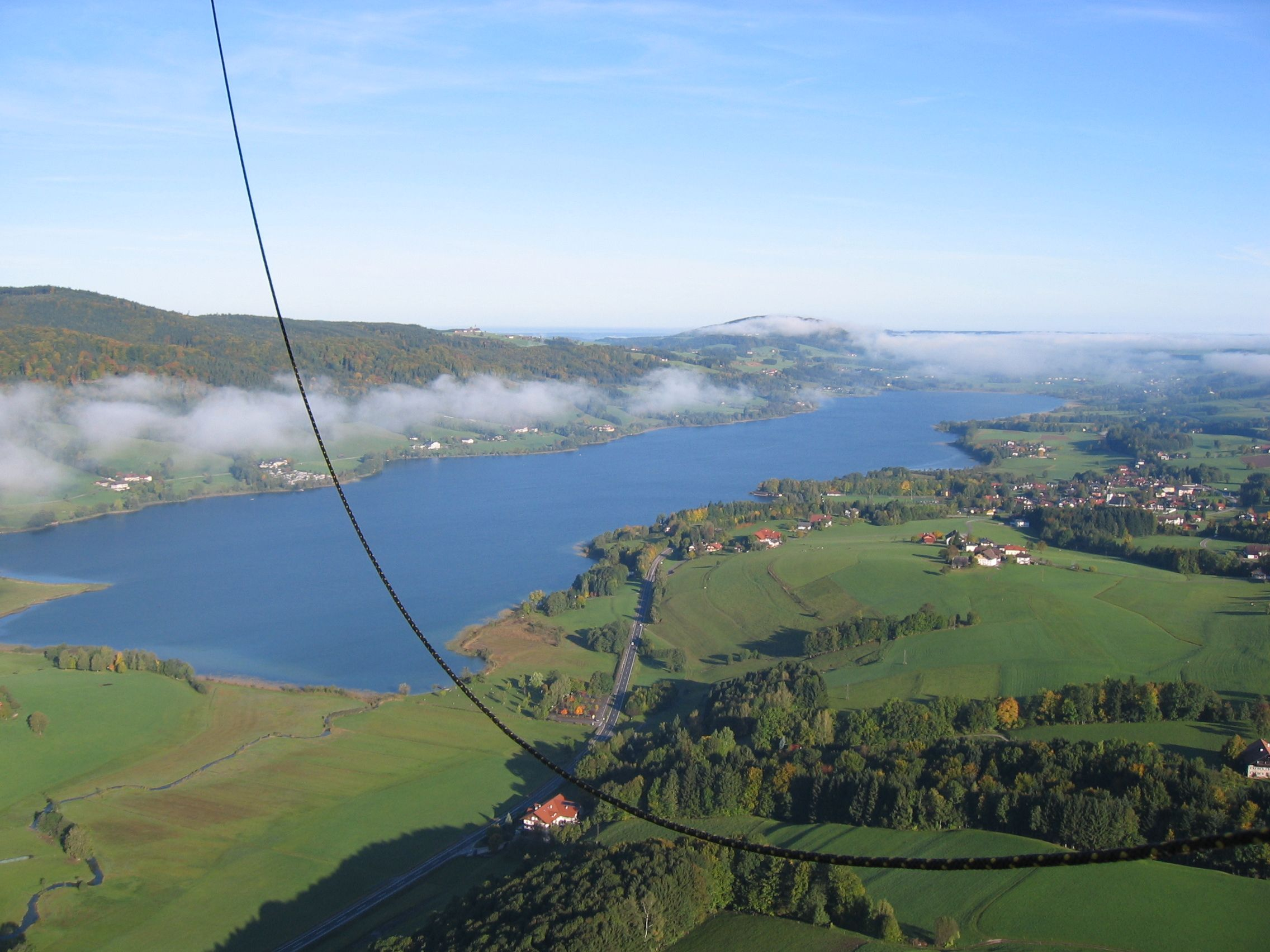
Der Irrsee, rechts der Ort Zell am Moos, hinten Sommerholz und Irrsberg bei Straßwalchen im Nebel (Aufnahme aus einem Ballon)

Der Ort Zell am Moos befindet sich 28 Kilometer südwestlich von Vöcklabruck, 10 Kilometer südöstlich von Straßwalchen und gut 5 Kilometer nördlich von Mondsee.
Das Dorf liegt auf um die 570 m ü. A. Höhe am Ostufer des Irrsees, inmitten der Mondsee–Irrsee–Straßwalchener Talung, zwischen dem Kolomannsberg (1114 m ü. A.) im Westen und dem Saurüsselwald–Glashüttenwald-Gebiet im Osten. Die Gegend gehört zu den Mondseer Flyschbergen der Salzkammergut-Berge, die Talungsraum wird zu den Salzkammergut-Talungen gerechnet. Südöstlich erhebt sich der Lackenberg (925 m ü. A.), nordöstlich der Schoibernberg (883 m ü. A.) mit dem Vorberg Gommersberg (806 m ü. A.).
Die Ortschaft umfasst etwa 200 Gebäude mit gut 500 Einwohnern, das ist knapp 1⁄3 der Gemeindebevölkerung. Der Ort selbst liegt etwa 500 Meter ab vom See, am See liegt das Strandbad mit einigen privaten Badehäuschen.
Um den Ort verläuft die B154 Mondsee Straße (Straßwalchen/B1 nach Mondsee und zur A1), bei Zell am Moos zweigt die L1281 Vöcklatalstraße über die Haslau nach Frankenmarkt ab.
Im Ort rinnt der Zeller Bach vom Lackenberg dem Irrsee zu, am Kirchplatz münden noch die Gräben von Niederbrandstatt her.
|                                 | Unterschwand (O)                                 | Oberschwand (O)                 |
| Hof (O, Irrsee Gem. Tiefgraben) | Kompassrose, die auf Nachbargemeinden zeigt      | Niederbrandstatt (O Brandstatt) |
|                                 | Gasleiten Guggenberg (O) (beide Gem. Tiefgraben) | Thalbauer (Gem. Tiefgraben) 0   |

## Geschichte und Sehenswürdigkeiten

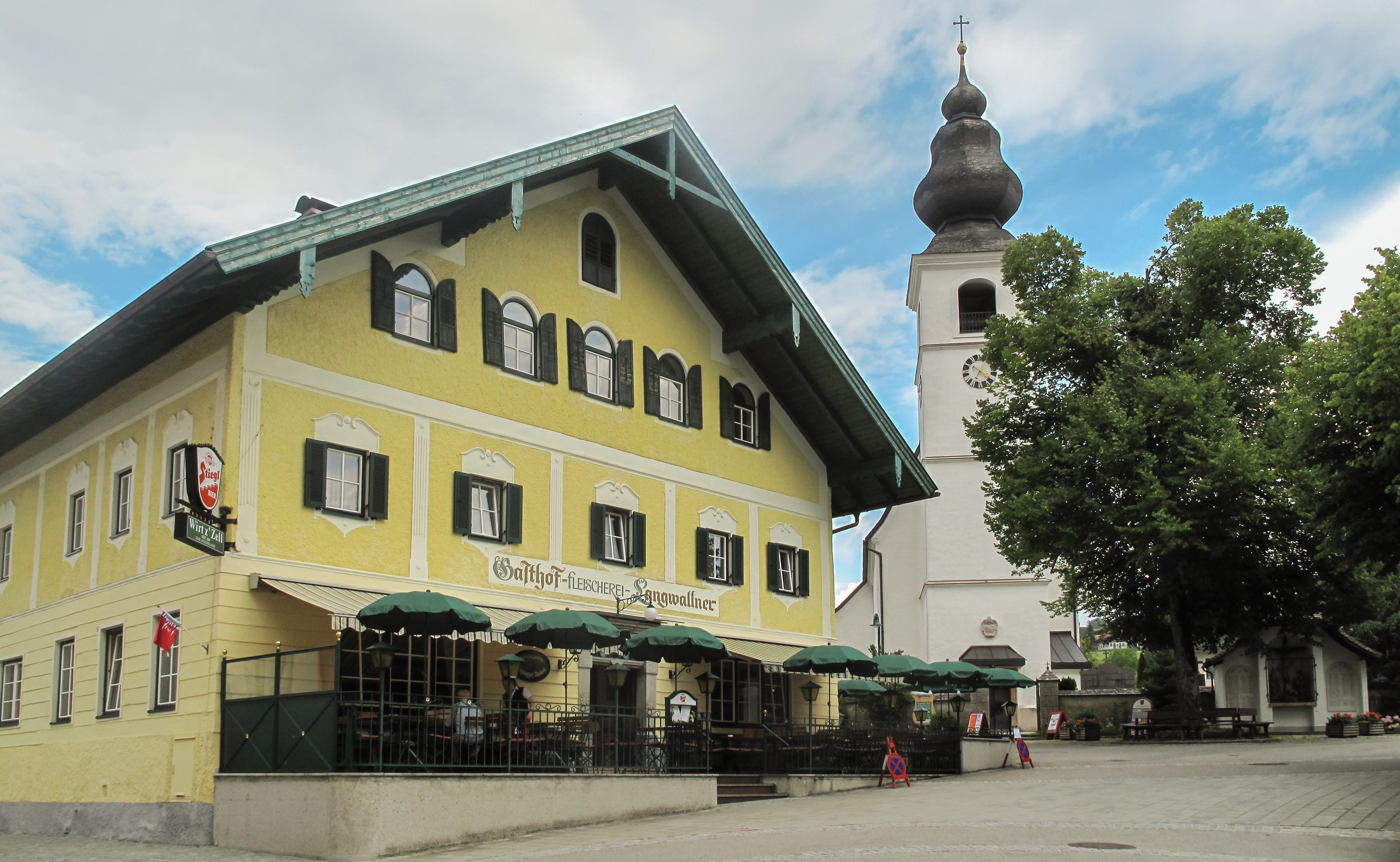
Zell am Moos, Kirche und Gasthof

Der Ort respektive die Kirche Mariä Himmelfahrt wird 1107 zum ersten Mal als lateinisch Cella, wohl eine Wirtschaftszelle des Benediktinerklosters Mondsee, erwähnt. Die Verbindung zum Mondseeland besteht bis heute. Seit 1336 ist auch das Marienpatrozinium urkundlich. Aus dieser Zeit stammt auch der heutige Kirchenbau, der in der Substanz gotisch ist. Auch die ehemalige Klostertaverne besteht als Wirt z’Zell bis heute.
Mitte des 17. Jahrhunderts entwickelte sich eine lokal bedeutende Marien-Wallfahrt, deswegen wurde die Kirche 1672 teilweise umgebaut. 1706 wurde aber die Mondseer Hilfbergkirche von einem Ulrichspatrozinium auf Maria Hilf umgeweiht, womit sich die Wallfahrt dorthin verlagerte. Ihr heutiges Erscheinungsbild erhielt die Kirche dann im Spätbarock (18. Jahrhundert), im Zuge der hosephinischen Reformen wurde der Ort 1778 Pfarrsitz, und 1791 dann das Kloster Mondsee aufgehoben.
Zell am Moos ist heute ein Ort des Sommertourismus und Badeort. Im Vergleich zu anderen Salzkammergutorten hat es sich seinen dörflichen Charakter und ein aktives Dorfleben erhalten.
Museen:
- Irrseer Heimathaus: Heimatmuseum, Sammlung Mairhofer-Irrsee[5]
- Gartengalerie Hans Mairhofer-Irrsee: Das Wohnhaus ist als Gesamtkunstwerk zu besichtigen[6]

Durch den Ort führt die Talroute des Weitwanderwegs Via Nova (5. Teilstück Mattsee über Oberhofen – Mondsee und weiter St. Wolfgang)

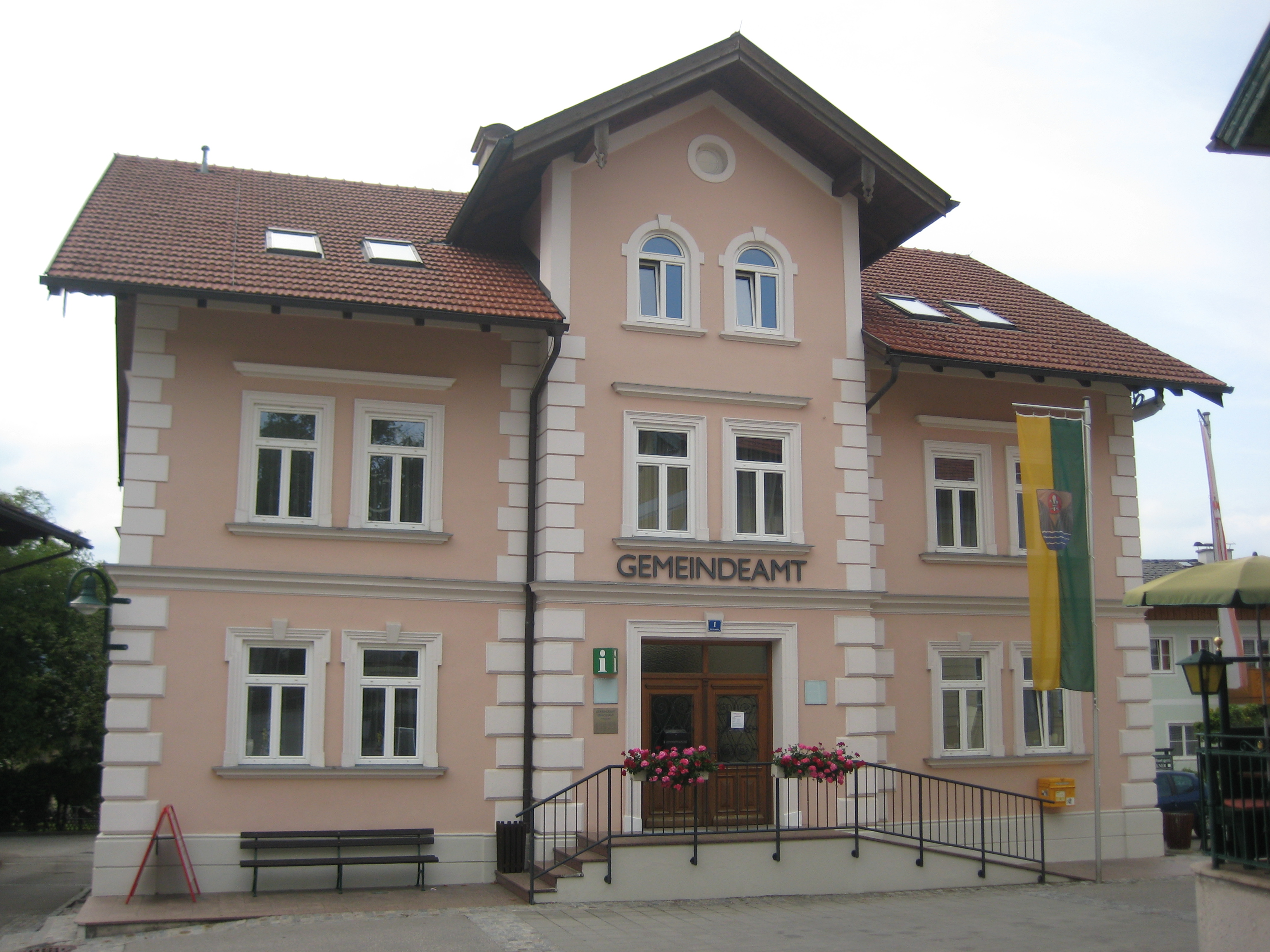
Gemeindeamt (denkmalgeschützt)
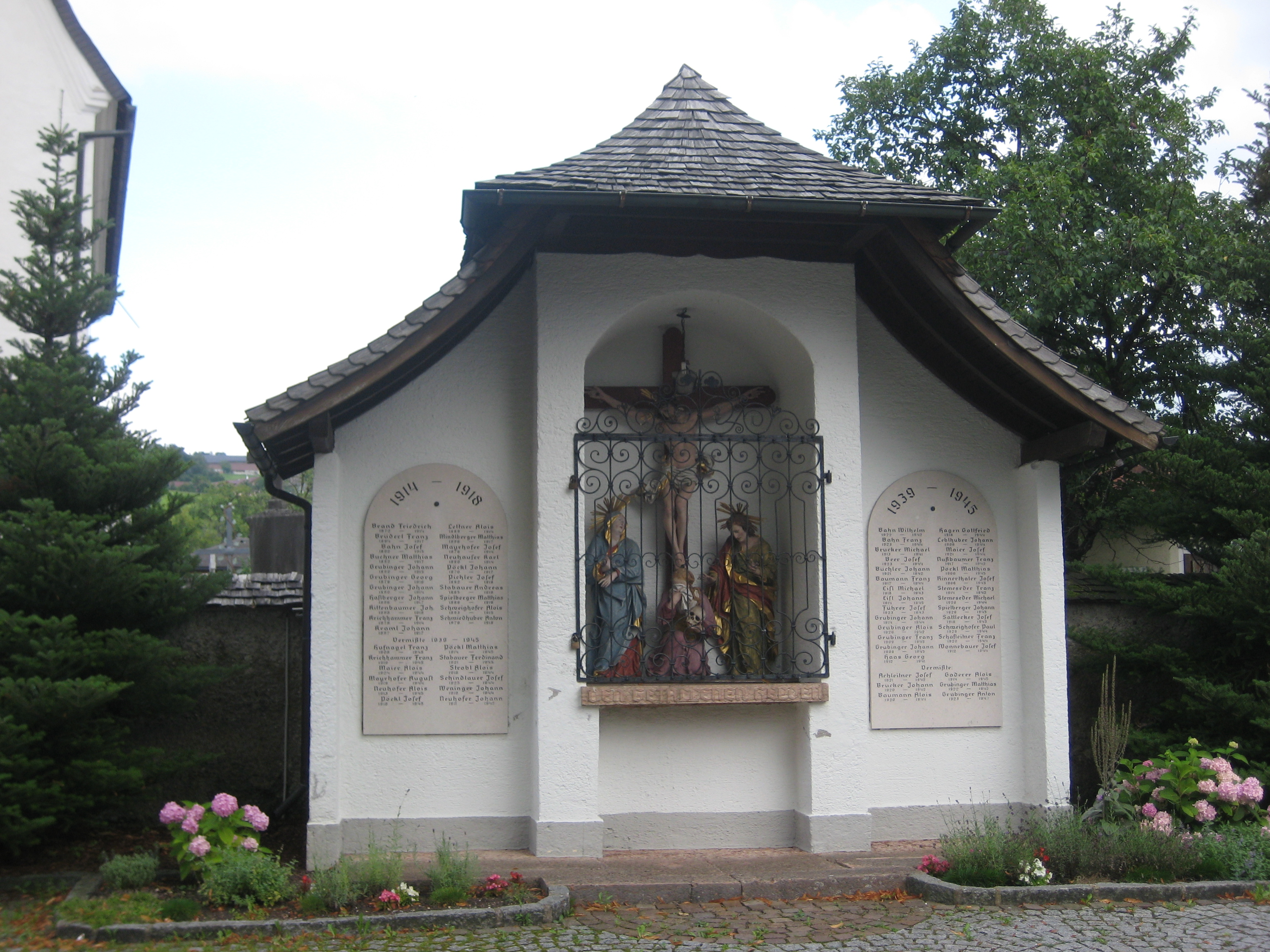
Kriegerdenkmal am Kirchenplatz

## Persönlichkeiten
- Heinrich Hinterauer (1900–1929, verschollen in den Hohen Tauern), Alpinismuspionier[7]
- Hans Mairhofer-Irrsee (1914–1998), Künstler, Poet und Volkskundler[8][5]
- Meinrad Mayrhofer (1958–2022), Künstler in Pram im Innviertel